# Paraconotrochus capense
Paraconotrochus capense is een rifkoralensoort uit de familie van de Caryophylliidae. De wetenschappelijke naam van de soort is voor het eerst geldig gepubliceerd in 1904 door Gardiner.